# Pao Fatempel
Pao Fatempel is een van de grootste boeddhistische kloosters/tempels van de Verenigde Staten. Het is gelegen in Irvine (Californië). Bezoekers zijn grotendeels Chinese Amerikanen en Vietnamese Amerikanen. Ook komen er studenten van University of California in Irvine.
De in Taiwan geboren eerwaarde Jen-Yi (真一法師) is de stichter van de Pao Fatempel. In 1990 volgde hij het advies van meester Hsuan Hua van de City of Ten Thousand Buddhas om in Irvine een tempel te bouwen. Het kostte vijf miljoen dollar. Het werd in eind 2002 geopend.